# Râul Recele
Râul Recele este un curs de apă, afluent al râului Șieu. 

## Hărți
- Harta județului Bistrița